# Philodromus lutulentus
Philodromus lutulentus là một loài nhện trong họ Philodromidae.
Loài này thuộc chi Philodromus. Philodromus lutulentus được Willis J. Gertsch miêu tả năm 1934.